# Pleiotaxis subpaniculata
Pleiotaxis subpaniculata là một loài thực vật có hoa trong họ Cúc. Loài này được Chiov. miêu tả khoa học đầu tiên năm 1924.